# NGC 3005
NGC 3005 est une galaxie spirale située dans la constellation de la Grande Ourse. NGC 3005 a été découverte par l'ingénieur irlandais Bindon Stoney en 1851.

## Caractéristiques
Sa vitesse par rapport au fond diffus cosmologique est de 4 765 ± 15 km/s, ce qui correspond à une distance de Hubble de 70,3 ± 4,9 Mpc (∼229 millions d'al).
À ce jour, une mesure non basée sur le décalage vers le rouge (redshift) donne une distance d'environ 34,800 Mpc (∼114 millions d'al). Cette valeur est loin à l'extérieur des valeurs de la distance de Hubble. 
NGC 3005 présente une large raie HI.